# Souraj
Souraj (en russe : Сураж) est une ville de l'oblast de Briansk, en Russie, et le centre administratif du raïon de Souraj. Sa population s'élevait à 10 728 habitants en 2020.

## Géographie
Souraj est arrosée par la rivière Ipout et se trouve à 138 km au nord-ouest de Briansk et à 456 km au sud-ouest de Moscou.

## Histoire
L'origine de Souraj remonte à la fondation de Sourajitchi (Суражичи), au XVIIe siècle. En 1781, elle reçoit le statut de ville. Elle est alors renommée Souraj-na-Ipouti (Сураж-на-Ипути). Elle s'appelle Souraj depuis 1797 et fait partie du gouvernement de Tchernigov, lorsqu'il est formé au début du XIXe siècle.
En 1894, une fabrique de carton est mise en service dans la ville. Elle est agrandie dans les années 1920-1930. 
En 1917, on comptait six synagogues dans la ville. Lors du recensement de 1939 la communauté juive s'élevait à  461 membres (15,4 % de la population totale). Pendant la Seconde Guerre mondiale, Souraj est occupée par l'Allemagne nazie du 17 août 1941 au 25 septembre 1943. Le 12 août 1941, entre 600 et 750 juifs sont rassemblés dans une ancienne imprimerie de la ville puis assassinés sur un site à 2 kilomètres à l'extérieur de la ville nommée Loubtchyno. Après-guerre, les corps seront exhumés puis enterrés dans le cimetière juif local.

## Population
Recensements ou estimations de la population
| 1856  | 1897* | 1926* | 1939* | 1959* | 1970*  | 1979*  |
| ----- | ----- | ----- | ----- | ----- | ------ | ------ |
| 3 100 | 4 006 | 5 778 | 9 000 | 8 534 | 10 296 | 10 583 |

| 1989*  | 2002*  | 2010*  | 2012   | 2013   | 2014   | 2015   |
| ------ | ------ | ------ | ------ | ------ | ------ | ------ |
| 12 559 | 12 046 | 11 640 | 11 583 | 11 728 | 11 186 | 11 242 |

| 2016   | 2017   | 2018   | 2019   | 2020   | - | - |
| ------ | ------ | ------ | ------ | ------ | - | - |
| 11 089 | 10 979 | 10 884 | 10 814 | 10 728 | - | - |

## Économie
L'économie repose sur l'industrie alimentaire et une usine de vêtements, l'entreprise AOOT Sourajanka (russe : АООТ "Суражанка"), qui fabrique des manteaux d'hiver pour femmes et des blousons pour hommes.

## Personnalités
- Aleksandra Beļcova (1892-1981), artiste peintre.